# Jimmy Heath
Jimmy Heath, geboren als James Edward Heath (Philadelphia, 25 oktober 1926 - Loganville, 19 januari 2020), was een  Amerikaanse jazzmuzikant (saxofoon, fluit), componist en arrangeur.

## Biografie
Heath was in 1964/1965 lid van de Nat Towles Band. Daarna keerde hij terug naar Philadelphia, waar hij voor het eerst actief werd als componist en arrangeur, o.a. voor John Coltrane en Benny Golson. Leden van een van zijn eerste bigband waren John Coltrane, Benny Golson, Specs Wright, Cal Massey, Johnny Coles, Ray Bryant en Nelson Boyd.
In 1948 maakte hij een Europese tournee met zijn broer Percy Heath en Howard McGhee, waarna hij en zijn broer lid werden van de bigband van Dizzy Gillespie. Begin jaren 1950 toerde hij met Miles Davis, J.J. Johnson, Milt Jackson en Kenny Clarke. In 1961 werkte hij mee aan het album Homecoming van Elmo Hope, aan het einde van 1969 bij Kawaida onder leiding van zijn broer Tootie Heath .
In de jaren 1970 formeerde hij de legendarische band The Heath Brothers met zijn broers Percy en Tootie. Hij heeft gewerkt aan meer dan honderd albums, waaronder zeven met de Heath Brothers en twaalf als bandleider en hij schreef meer dan honderd composities die o.a. door muzikanten zoals Art Farmer, Cannonball Adderley, Clark Terry, Chet Baker, Miles Davis, James Moody, Milt Jackson, Ahmad Jamal, Ray Charles, Dizzy Gillespie, J.J. Johnson en Dexter Gordon werden uitgevoerd.
Naast jazzmuziek componeerde Heath ook zeven suites en twee strijkkwartetten. In 1998 voerde Maurice Peress op Queens College zijn symfonische werk Three Ears uit. In 2011 publiceerde hij zijn autobiografie I Walked With Giants (Temple University Press), die hij met Joseph McLaren had geschreven.
Heath werd 93 jaar oud.

## Onderscheidingen
In 1980, 1994 en 1995 werd hij genomineerd voor de Grammy Award en in 2003 werd hij geëerd voor zijn levenslange prestatie met de Jazz Masters Fellowship van de NEA Foundation. In 2011 ontving Heath de Lifetime Achievement Award van de Jazz Journalists Association.

## Discografie
- 1959: The Thumper
- 1960: Really Big!
- 1961: The Quota
- 1962: Triple Threat
- 1963: Fast Company
- 1963: Swamp Seed
- 1964: On the Trail
- 1972: The Gap Sealer
- 1972: Jimmy
- 1973: Love and Understanding
- 1974: Time and the Place
- 1975: Picture of Heath
- 1975: Marchin' On
- 1979: In Motion
- 1985: New Picture
- 1987: Peer Pleasure
- 1992: Little Man, Big Band
- 1994: You've Changed
- 1995: You or Me

- Bibsys: 2069274
- Biblioteca Nacional de España: XX5569587
- Bibliothèque nationale de France: cb138950737 (data)
- CiNii: DA16466232
- Gemeinsame Normdatei: 134400887
- International Standard Name Identifier: 0000 0000 5512 9611
- Library of Congress Control Number: n86001684
- MusicBrainz: 29c8775b-49a7-4c5a-af85-478ff25a56bb
- Nationale Bibliotheek van Tsjechië: xx0176435
- Nationale Bibliotheek van Israël: 987007328024005171
- Nederlandse Thesaurus van Auteursnamen: 097911534
- Réseau des bibliothèques de Suisse occidentale: 02-A003356549
- Istituto Centrale per il Catalogo Unico: MODV299335
- SNAC: w69g8495
- Système universitaire de documentation: 147039843
- Virtual International Authority File: 196420
- WorldCat: E39PBJw4G4x7GTWm9BtMtQdRKd